# Power and the Glory
Pour les articles homonymes, voir The Power and the Glory.
Pistes de All the News That's Fit to Sing
Lou Marsh Celia
Power and the Glory est une chanson écrite et composée par le chanteur folk Phil Ochs, parue en 1964 sur l'album All the News That's Fit to Sing.
Bien que Ochs soit principalement connu comme artiste contestataire, il exprime dans cette chanson son amour pour les États-Unis, « un pays plein de puissance et de gloire, d'une beauté que les mots ne sauraient rendre ». Il souligne cependant dans le dernier couplet que le pays n'est « aussi riche que le plus pauvre de ses pauvres […] qu'aussi grand que nous le sommes ».
Phil Ochs réenregistre Power and the Glory dix ans plus tard, en 1974, avec un arrangement plus fourni (fifre et percussions). Cette version n'est parue qu'en single.

## Reprises
- Anita Bryant sur l'album Mine Eyes Have Seen the Glory (1966)
- Pete Seeger sur l'album God Bless the Grass (1966)
- Ronnie Gilbert et Holly Near sur l'album This Train Still Runs (1996)
- Disappear Fear sur l'album Get Your Phil (2011)